# Kolej Lwowska

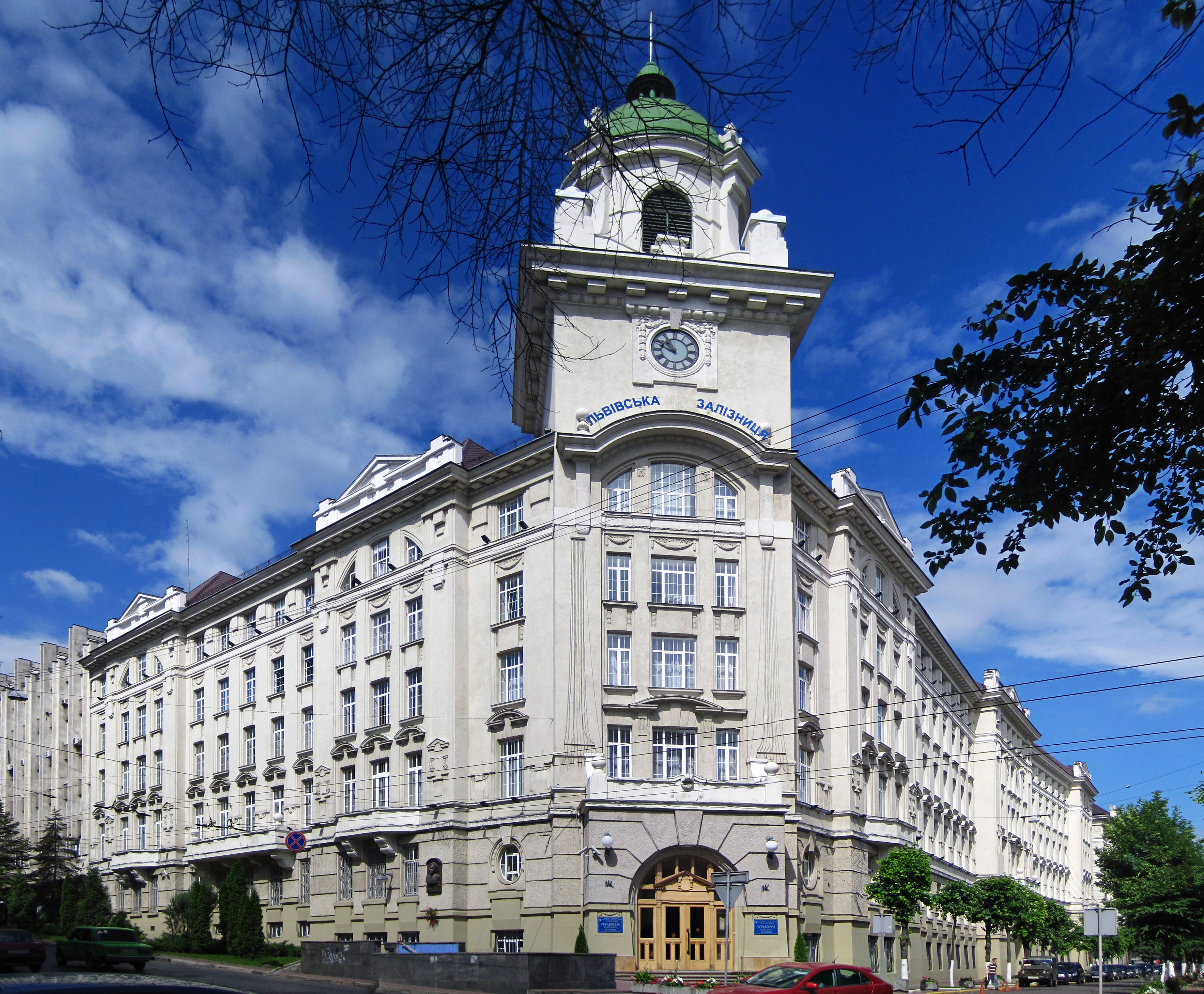
Budynek zarządu Kolei Lwowskiej we Lwowie przy ul. Gogola 1 (1913-)

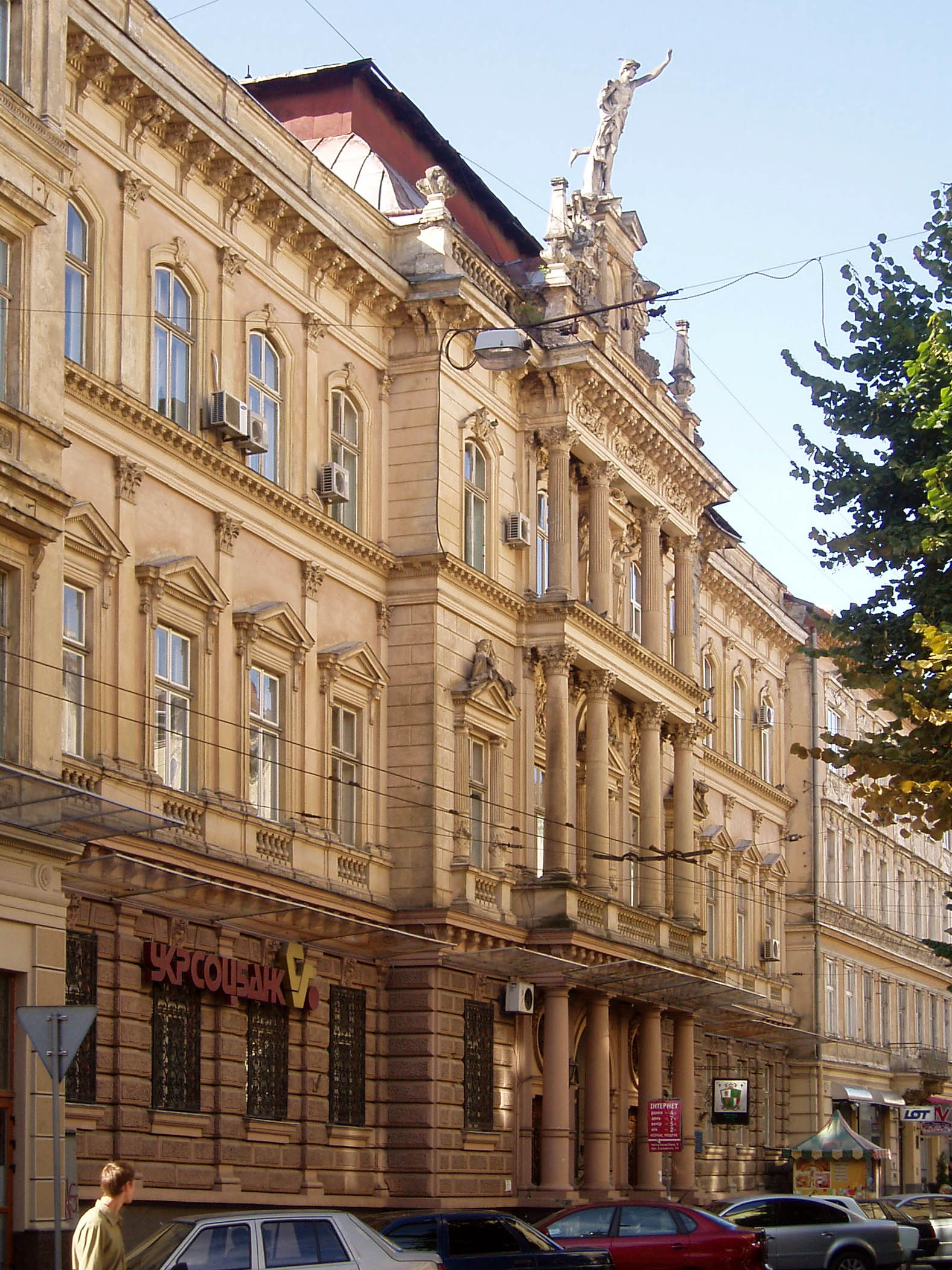
b. budynek zarządu Kolei Lwowskiej przy ul. Strzelców Siczowych 3 (1887-)

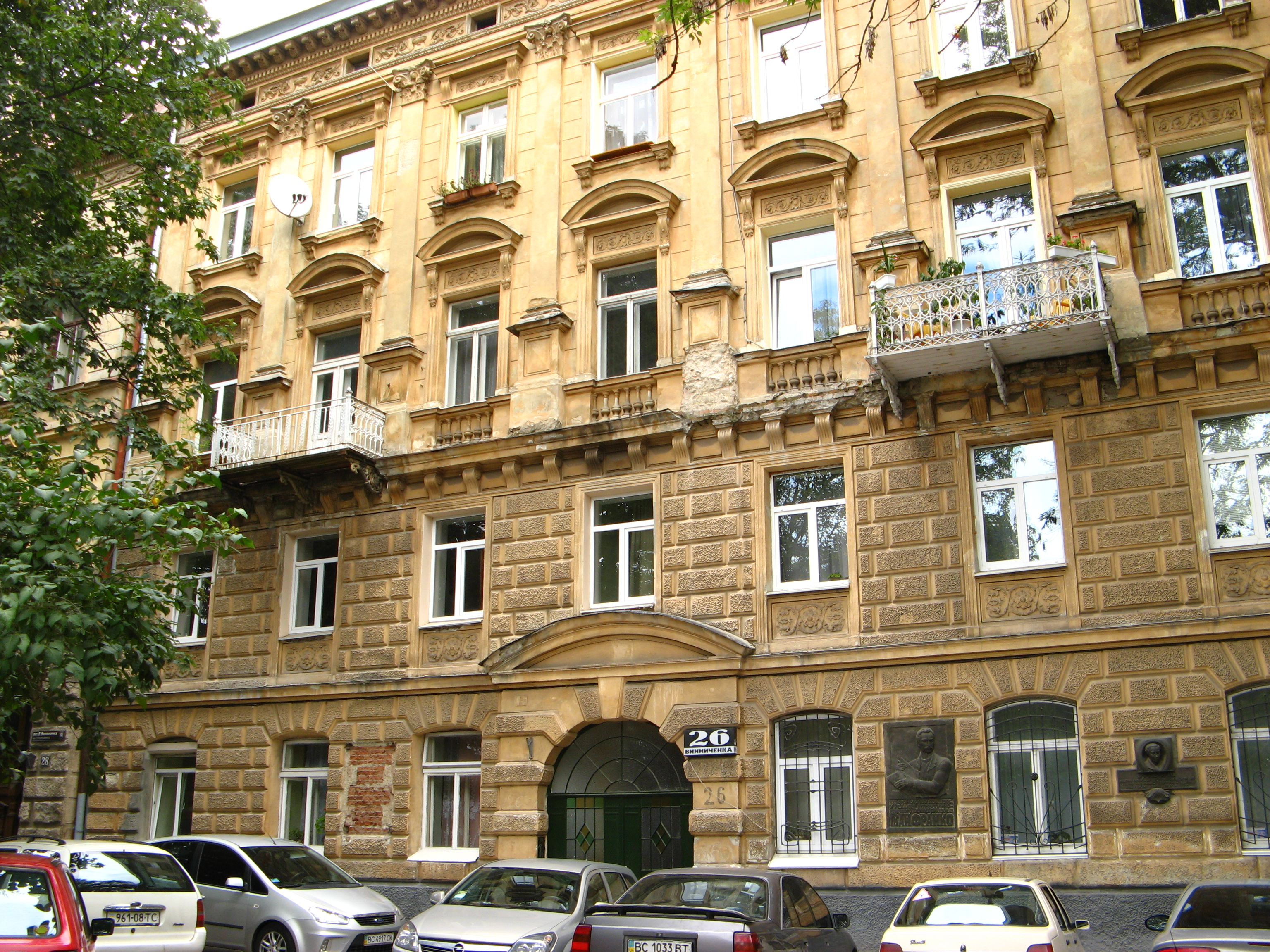
b. budynek zarządu Kolei Lwowskiej przy ul. Winnichenka 26 (-1887)

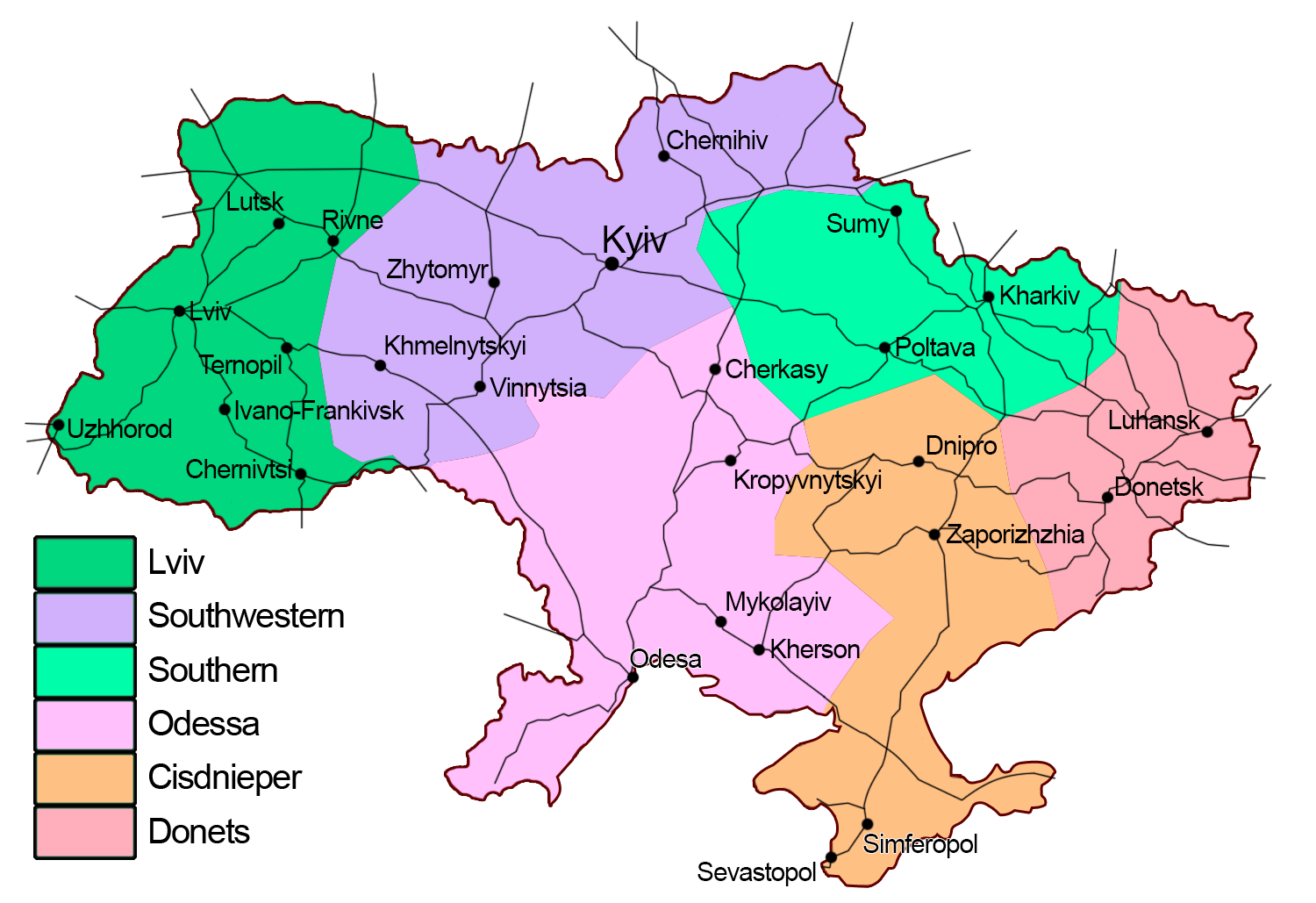
Mapa regionalnego podziału kolei ukraińskich

Kolej Lwowska (ukr. Львівська залізниця, Lwiwśka zaliznycia) – przedsiębiorstwo regionalne ukraińskich kolei państwowych, obsługujące siedem zachodnich obwodów Ukrainy: czerniowiecki, iwanofrankowski, lwowski, rówieński, tarnopolski, wołyński i zakarpacki.
Siedziba dyrekcji mieści się we Lwowie. Organizacyjnie składa się z 5 terytorialnych dyrekcji przewozów kolejowych – iwanofrankowskiej (ukr. Івано-Франківська дирекція залізничних перевезень, Iwano-Frankiwśka dyrekcija zaliznycznych perewezeń), lwowskiej, rówieńskiej, tarnopolskiej i użhorodzkiej. W 2008 przedsiębiorstwo obsługiwało 4521 km szlaków, z których 3207 km było zelektryfikowanych, oraz 354 stacje, z których 252 miało charakter towarowy. Oprócz tego obsługuje 19 kolejowych przejść granicznych.

## Historia
Pierwszą linią kolejową, która została zbudowana na obecnym terytorium Ukrainy, było połączenie Przemyśla ze Lwowem, które było przedłużeniem linii z Krakowa. Linia długości 98 km została zbudowana w 1861 z inicjatywy Leona Sapiehy przez Cesarsko-Królewskie Koleje Państwowe (niem. Kaiserlich-königliche österreichische Staatsbahnen) i nosiła oficjalną nazwę Kolei galicyjskiej im. Karola Ludwika (niem. KK Priv. Galizische Carl Ludwig-Bahn). W 1866 kolej została przedłużona do Czerniowiec, w 1869 do Brodów, a w 1870 do Tarnopola. W 1871 połączyła się z kolejami Imperium Rosyjskiego. Przed I wojną światową całkowita długość linii kolejowych wynosiła 2676 km.
W piątek 17 sierpnia 1906 o 3:30 po południu pociąg 315 Lwów–Stanisławów zetknął się w okolicach pierwszego mostu z wolnym parowozem, który miał dojechać na tzw. „tory dezynfekcyjne”. Lekko i ciężej rannych było około 55 osób.
W szóstą rocznicę polskiego oswobodzenia Lwowa z 1918 podczas wojny polsko-ukraińskiej w 1924 odsłonięto Krzyż Obrony Lwowa na gmachu Dyrekcji Kolei Państwowej.
W 2011 Kolej Lwowska uroczyście obchodziła 150-lecie działalności.
Przedsiębiorstwo utrzymuje Muzeum Historii Kolei Lwowskiej (ukr. Музей історії львівської залізниці – Muzej istoriji lwiwśkoji zaliznyci) z siedzibą we Lwowie.

## Nazwy w minionym okresie[3][4]
- 1858-1892 – Kolej Galicyjska im. Karola Ludwika (Galizische Carl Ludwig-Bahn)
- 1884- – Okręgowa Dyrekcja Ruchu Kolejowego
- 1892- – Dyrekcja C.K. Kolei we Lwowie (k.k. Staatsbahndirektion Lemberg der Kaiserlich-königliche österreichische Staatsbahnen)
- 1919-1929 – Dyrekcja Kolei Państwowych we Lwowie
- 1929-1939 – Dyrekcja Okręgowa Kolei Państwowych Lwów
- 1939-1941 – Kolej Lwowska (Львовская железная дорога)
- 1941-1943 – Dyrekcja Okręgowa Kolei Wschodnich (Ostbahn-Bezirksdirektion – OBD Lemberg)
- 1943-1944 – Dyrekcja Kolei Wschodnich (Ostbahndirektion – OBD Lemberg)
- 1944-1991 – Kolej Lwowska (Львовская железная дорога)
- 1991- – Lwowska Kolej Państwowa (Львівська державна залізниця)

## Dyrektorzy/prezesi[3][4]
- 1892-1896 - Alfred Deyma-Sulima (1841-)
- 1897-1905 - Ludwik Wierzbicki (1834-1912)
- 1905-1915 - Stanisław Rybicki (1856-1940)
- 1915-1916 - Zygmunt Józef Sas Jasiński (1860-1939)
- 1916-1918 - Karl von Stelzer (1856-1930)

- 1919-1925 - Karol Barwicz (1872-1940)
- 1925-1931 - Paweł Prachtel-Morawiański (1870-)
- 1932-1933 - Stefan Wiktor (1874-1933)
- 1933-1936 - Stanisław Łaguna (1878-1943)
- 1937-1939 - Otton Grosser (1883-1943)

## Siedziba[3][4]
- I siedziba w budynku ks. Kaliksta Ponińskiego z 1829 przy pl. Mickiewicza 8 (пл. Міцкевича) (1880-), obecnie nie istnieje,
- II siedziba w budynku z 1880 (proj. Michał Fechter) przy ul. Winniczenka 28 (вул. Винниченка) (-1887)[5],
- III siedziba w budynku z 1887 (proj. Wincenty Rawski) przy ul. 3 Maja 3, obecnie ul. Strzelców Siczowych (Січових Стрільців вул.), aktualnie zajmowanym przez biura[6],
- IV siedziba w budynku z 1893 przy ul. Krasickich 5, ob. ul. Ohijenki (вул. Огієнка), mieszczącym współcześnie jeden z budynków szpitala Kolei Lwowskiej[6],
- V siedziba w budynku z 1913 (proj. Zbigniew Brochwicz-Lewiński) przy ul. Zygmuntowskiej 1, ob. ul. Gogola 1 (вул. Гоголя 1)[6].